# 米切爾冰川
米切爾冰川（英語：Mitchell Glacier）是南極洲的冰川，位於維多利亞地的斯科特海岸，處於皇家學會嶺地區，最終在格拉尼特穹丘以南注入布盧冰川，現時由南極條約體系管理。

## 外部連結
. . United States Geological Survey.   [2013-10-27].
77°58′S 163°11′E / 77.967°S 163.183°E